# Froville
Froville (manchmal auch Froville-la-Romane genannt) ist eine französische Gemeinde mit 121 Einwohnern (Stand 1. Januar 2022) im Département Meurthe-et-Moselle in der Region Grand Est (bis 2015 Lothringen). Der mittelalterliche Name lautete Frodonis Villa.

## Lage
Froville liegt etwa 260 Meter ü. d. M. am Oberlauf des Flüsschens Euron in einer wald- und wasserreichen Umgebung. Die Entfernung nach Nancy beträgt etwa 35 Kilometer in nordwestlicher Richtung; Lunéville liegt etwa 20 Kilometer nordöstlich.

## Bevölkerungsentwicklung
| Jahr      | 1968 | 1975 | 1982 | 1990 | 1999 | 2006 | 2019 |
| Einwohner | 124  | 101  | 116  | 120  | 123  | 123  | 125  |

## Geschichte
Über die Geschichte des kleinen Ortes ist nichts bekannt. Er dürfte sich jedoch im Lauf der Jahrhunderte um das im Jahre 1080 gegründete Benediktiner-Priorat, einer Dépendance der Abtei Cluny, entwickelt haben.

## Sehenswürdigkeiten
- Das dreischiffige Langhaus der Prioratskirche von Froville entstand wohl kurz nach der Gründung des Priorats, also gegen Ende des 11. Jahrhunderts. Die mächtigen gemauerten Pfeiler und Säulen des schmucklosen Innenraums enden in äußerst einfachen Kämpferplatten bzw. Würfelkapitellen. Das breite Mittelschiff war zu keiner Zeit eingewölbt, sondern besaß immer nur eine Flachdecke oder aber einen offenen Dachstuhl; in den Seitenschiffen finden sich jedoch Kreuzgratgewölbe. Der Chor der Kirche wurde im 15. Jahrhundert im Stil der Spätgotik erneuert. Wohl aus dem 13. Jahrhundert stammt der ehemalige Kreuzgang, der sich zu Beginn des 20. Jahrhunderts in einem äußerst desolaten Zustand befand; ein wohlhabender Amerikaner erwarb drei der vier gotischen Triple-Arkaden im Jahre 1920 und stiftete sie im Jahre 1935 dem Museum The Cloisters in New York, wo sie im Eingangsbereich zu sehen sind. Aus derselben Zeit wie der Kreuzgang stammt auch das schöne gotische Stufenportal der Kirche. Erst in den Jahren 1926 bzw. 1985 wurden Kloster und Kirche als Monuments historiques[1] anerkannt.
- Im ehemaligen Klostergarten entstand der Jardin d’Harmonie, in welchem manchmal auch zeitgenössische Kunstwerke ausgestellt werden.
- Nur etwa 50 Meter von der Kirche entfernt steht das Schloss (château) von Froville. Der dreiflügelige Bau aus dem 18. Jahrhundert wurde im 19. Jahrhundert umgestaltet und befindet sich in Privatbesitz.

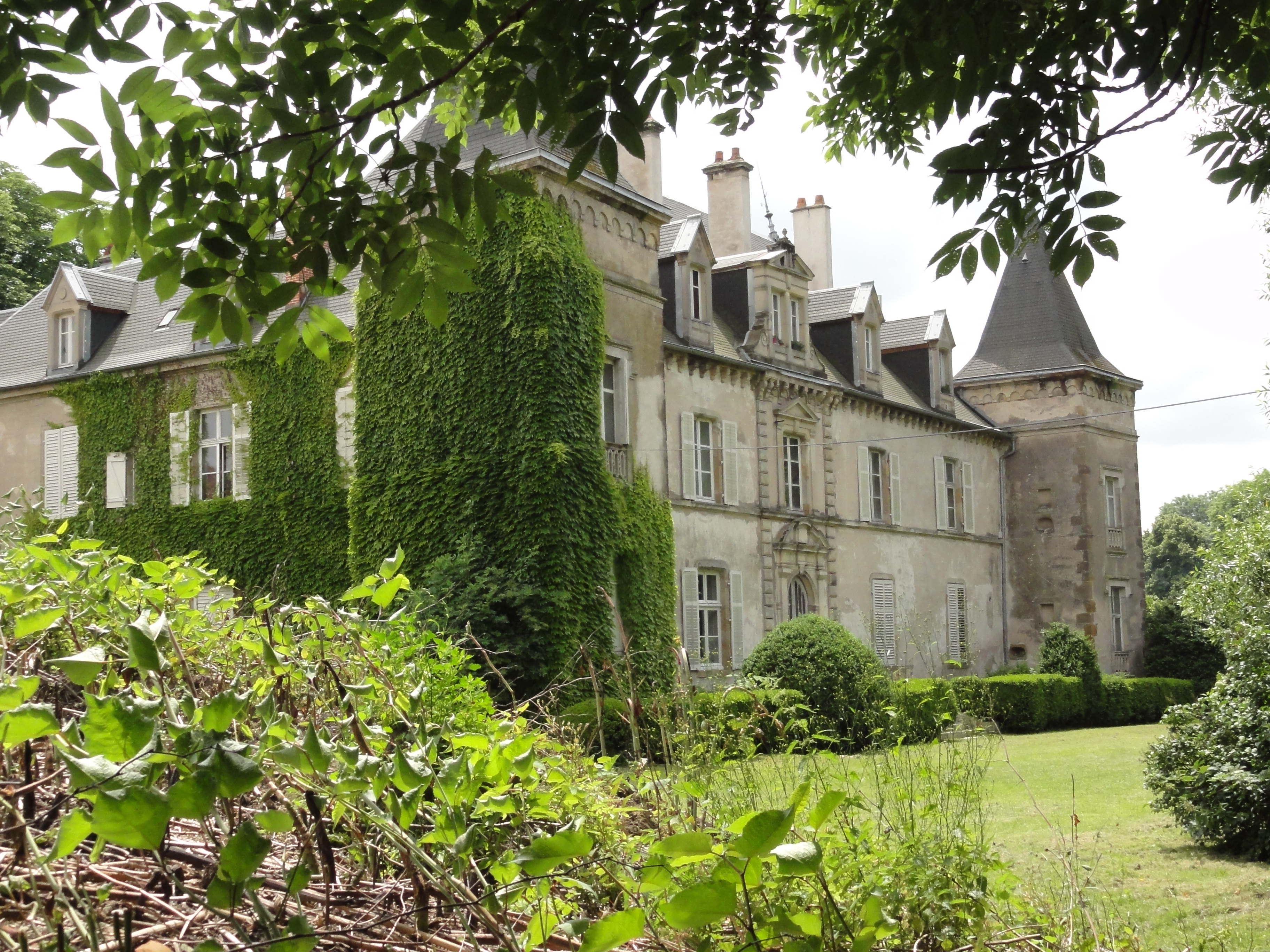
Schloss Froville

## Wirtschaft
Für den Anbau von Getreide sind die Böden in der Umgebung von Froville ungeeignet – somit ist das Leben in der kleinen Gemeinde in hohem Maße von der Weide-, Milch- und Viehwirtschaft geprägt.

## Sonstiges
- Alljährlich im Sommer findet in der ehemaligen Prioratskirche ein Musikfestival für Sakral- und Barockmusik statt.
- Die Kirche von Froville diente als Drehort einiger Szenen des Films Tous les soleils aus dem Jahr 2011 unter der Regie von Philippe Claudel.